# Alfred Giess
Jules Alfred Giess - communément appelé Alfred Giess - né le 21 avril 1901 à Morschwiller-le-Bas (Haut-Rhin) et mort le 26 septembre 1973 à Gray (Haute-Saône) est un peintre français.

## Biographie
Il est le fils de Lucien Giess, menuisier ébéniste, et a quatre sœurs. Adolescent, il devient apprenti dans un atelier d'impression sur étoffe près de Mulhouse. La Première Guerre mondiale interrompt  son apprentissage mais il peut suivre les cours du soir à l'école de dessin de la Société industrielle de Mulhouse. En 1921, il part pour son service militaire en Syrie, entre Alep et Damas, au sein du 3e Génie, puis il est affecté à Versailles et obtient l’autorisation de suivre les cours du soir de l’Ecole nationale supérieure des arts décoratifs. Il entre aux Beaux-Arts à Paris dans l'atelier de Jean-Pierre Laurens en 1924.

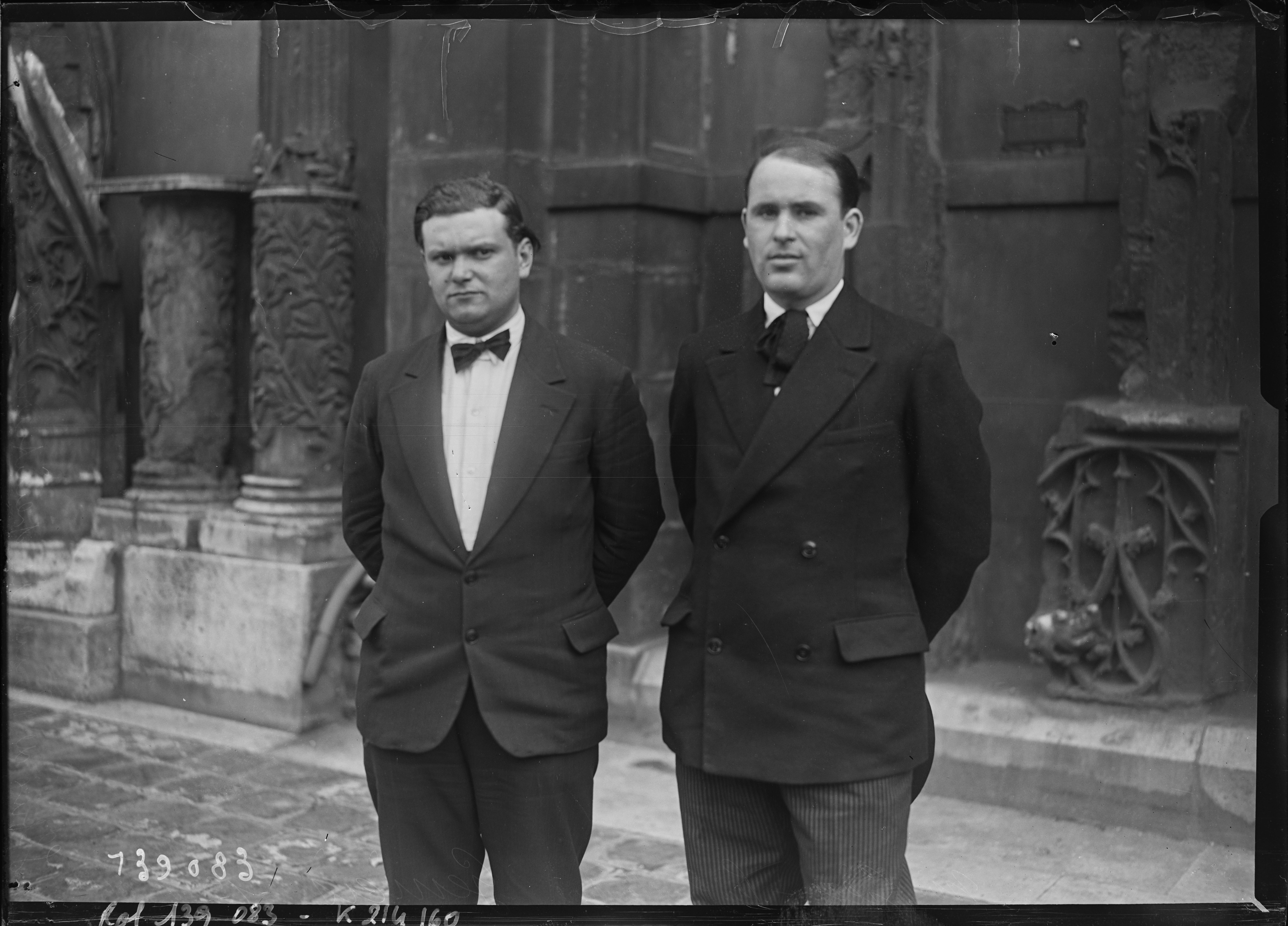
A droite: Gabriel Genieis et Alfred Giess - Prix de Rome 1929.

Il épouse en 1927 Marie Huguet, originaire de Champlitte (Haute-Saône), qui lui donne trois enfants. Grand Prix de Rome en 1929, il part à Rome avec sa famille puis se rend à la Casa Velasquez, à Madrid, entre 1934 et 1935. Il devient Président du jury du Salon des artistes français en 1937 et réalise pour l’Exposition universelle de 1937, une fresque sur le thème des loisirs à la montagne. Il est mobilisé sur la ligne Maginot en 1939 puis à Suippes pour peindre des bâches. Il est ami de Robert Fernier qu'il fréquente en Franche-Comté, où il se réfugie jusqu'à la fin de la guerre. 
De retour à Paris, il est élu membre de l'Académie des beaux-arts en 1955. Il est conservateur du Musée national Jean-Jacques Henner à partir de 1957 et il est nommé vice-président de la fondation Taylor en 1969.
En 1961, son épouse Marie est victime d’un grave accident vasculaire. Elle s’éteint en août 1968 à Champlitte. En 1970, Alfred se remarie avec Fernande Gallois (1906-1992), dévouée au couple durant la maladie de Marie. Il meurt à Gray le 26 septembre 1973, à l'âge de 72 ans.

## Liste des peintures
- Autoportrait, 1924, huile sur toile, collection privée
- Autoportrait, 1925, Huile sur toile, Musée des beaux-arts de Mulhouse
- Paysage avec champ de blé et attelage,  huile sur toile, 1958, 54 x 65 cm
- Marie épouse du peintre, 1926/27, huile sur toile, collection privée
- Tête de profil, 1931, huile sur papier marouflé, collection privée
- Yvonne à l'orange, 1931/1932, 1933, huile sur toile, collection privée
- Mon atelier à Rome, 1932, Roubaix, La Piscine, musée d'art et d'industrie André-Diligent
- L'oiseau mort, 1932, huile sur toile, collection privée (lors du séjour à la villa Médicis Rome)
- Scène d'atelier, 1933, huile sur toile, collection privée (lors du séjour à la villa Médicis Rome)
- Marie, 1933, huile sur bois, collection privée
- Nu couché dans l'atelier, 1935, huile sur toile
- La lecture, vers 1936, huile sur bois, collection privée
- Portrait de Robert Fernier, 1942, huile sur toile, collection privée
- Marie au bouquet, 1951 - Champlitte - Huile sur toile (60 x 73 cm) - Collection privée
- Le modèle, vers 1956, huile sur toile, collection privée
- Nature morte aux fruits, Musée des beaux-arts de Marseille
- Intérieur, Paris, Centre Pompidou - Musée national d'art moderne - Centre de création industrielle
- Une dernière pose, vers 1967/1969, huile sur toile, collection privée[3]

Selon le Bénézit, il a exécuté des décorations murales à la Guadeloupe et à Colmar.